# Train touristique de l'Ardèche méridionale
Le « Train touristique de l'Ardèche méridionale » était un chemin de fer à voie normale et à vocation touristique qui reliait Vogüé à Saint-Jean-le-Centenier dans le département de l'Ardèche et la région Rhône-Alpes sur une partie de l'ancienne ligne du Teil à Alès et un court tronçon (entre Vogüé gare et le tunnel au sud du bourg de Vogüé) de la ligne de Vogüé à Lalevade -d'Ardèche. Arrêté en 2012, une partie de l'itinéraire accueille des vélo-rails depuis l'été 2016.

## Chronologie complète
- 1876 : Inauguration de la ligne Le Teil – Vogüé
- 1879 : Ouverture de la ligne Vogüé – Aubenas
- 1882 : Ouverture de la ligne Aubenas – Niegles Prades
- 1896 : Ouverture de la ligne Saint-Sernin - Largentière
- 1936 : Suppression du trafic voyageurs Saint-Sernin – Largentière
- 1950 : Ligne Saint-Sernin – Largentière désactivée.
- 1964 : Réactivation de la ligne Saint-Sernin – Largentière pour la mine de plomb argentifère exploitée par la société Penarroya.
- 1969 : Fermeture du trafic voyageurs sur l'ensemble des lignes.
- 1971 : Ligne Vogüé – Robiac désaffectée
- 1982 : Fermeture définitive de la ligne Saint-Sernin – Largentière.
- 1988 : Fermeture de l'ensemble des lignes restantes.
- 1991 : Dépose des voies ferrées
- 1992 : Circulation du premier train touristique entre Vogüé et Montfleury
- 1996 : Prolongement du service de train touristique de Montfleury à Saint-Jean-le-Centenier
- 2012 : Arrêt de l'exploitation de train touristique sur Vogüé - Saint-Jean-le-Centenier.
- 2016 : A l'été, une exploitation de vélo-rail a ouvert sur 5,5 km entre Saint-Jean-le-Centenier et Saint-Pons[1].

Voir également la chronologie complète de la ligne du Teil à Alès.

## Histoire de la ligne jusqu'à la fermeture (1988)
La ligne du Train touristique de l'Ardèche méridionale utilisait un tronçon de l'ancienne ligne du Teil à Alès via Vogüé. Cette dernière gare était un nœud important du trafic ferroviaire entre la vallée du Rhône et le bassin minier de Bessèges et entre la vallée du Rhône et la région albenassienne.
Autrefois bien desservie par le rail, l'Ardèche disposait d'un maillage ferroviaire local développé, notamment par la compagnie du PLM. La plupart des communes situées le long de la ligne possédaient encore leur gare dans les années 1960 (Alba-la-Romaine, Villeneuve-de-Berg, Vogüé, Ruoms, Beaulieu, Aubenas, Lalevade-d'Ardèche, Largentière, Saint-Sernin…).
Dès la fin des années 1930, le faible trafic voyageurs entraîne la fermeture de certaines sections de la ligne. L'activité des mines dans les années 1960 et la concurrence de l'automobile ont raison du chemin de fer. Les sections ferment les unes après les autres. L'année 1969 voit la fermeture pour les voyageurs de la section Robiac – Le Teil. Elle sera définitivement fermée à tout trafic en 1980.

## Reconversion touristique (1988 - 2012)
À la fin des années 1980, la SNCF ayant décidé de cesser définitivement l'exploitation de toutes les lignes desservies par le dépôt du Teil, un groupe d'amis passionnés de trains, va tenter de sauver le patrimoine ferroviaire ardéchois. Une association nommée Viaduc07 est créée. Elle organise rapidement une exposition de modélisme ferroviaire afin de se faire connaitre et rallier le maximum de personnes à sa cause.
En avril 1988, le dernier convoi de marchandises quitte la gare de Vogüé et les membres de Viaduc07 décident alors de faire rouler un train touristique. Pour cela l'association acquiert un autorail Picasso auprès de la SNCF. 4500 donateurs répondent à la souscription nationale lancée par l'association et 700 000 francs entrent dans les caisses pour financer l'achat de la voie ferrée.
Pendant les quatre premières années, de 1992 à 1995, l'autorail parcourt les six kilomètres de voie séparant Vogüé de Montfleury où la maison du garde-barrière située au bord de la RN 102 fait office de gare.
Grâce au concours du Conseil Général, un tronçon supplémentaire de huit kilomètres peut être négocié en 1996 et la ligne se termine à Saint-Jean-le-Centenier après un parcours de quatorze kilomètres depuis la gare de Vogüé.
En 2007, une autre association de défense du patrimoine ferroviaire - Les Amis du Chemin de Fer Teillois - rejoint Viaduc07 et elles mettent leurs moyens en commun pour obtenir une exploitation de l'ancienne ligne jusqu'au Teil, ce qui représenterait trente kilomètres de voie ferrée.
En 2008, la Région Rhône-Alpes inscrit à l'horizon 2020 la réouverture de la ligne pour desservir le secteur de Vallon-Pont-d'Arc et notamment l'Espace de restitution de la grotte Chauvet.
Courant hiver 2010-2011, un autorail Picasso X 3865 est vandalisé et mis hors d'usage. Les bénévoles ne peuvent récupérer que quelques pièces détachées. Il finira à la ferraille en juillet 2011.
Les circulations sont arrêtées en 2011 en raison de sérieuses difficultés financières affectant l'association viaduc 07. Le Tribunal de Grande Instance prononce sa liquidation judiciaire fin 2011. Les engins ferroviaires sont rapatriés sur Lyon.

### Matériel roulant
- 1 wagon couvert type G 40

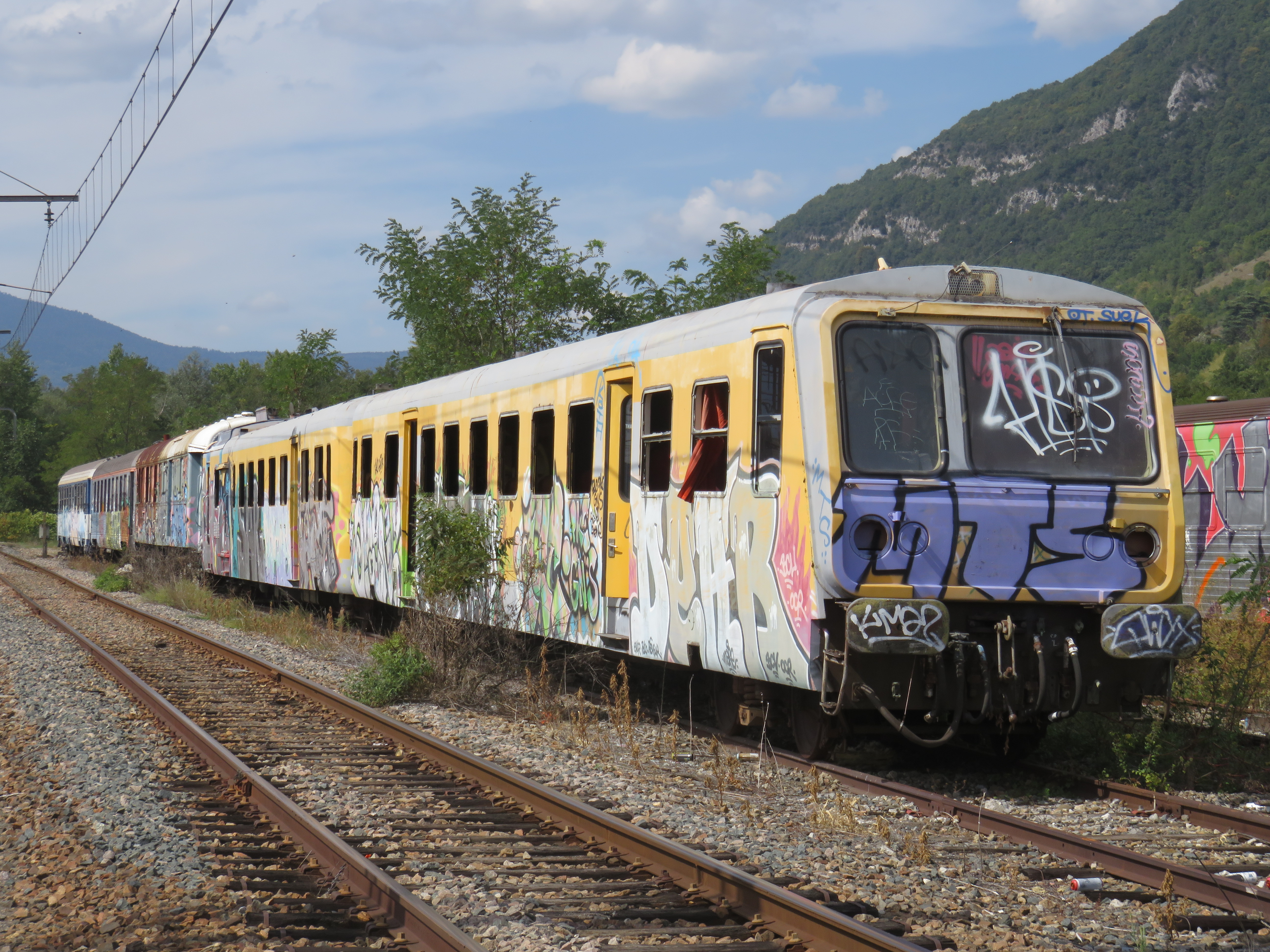
L’autorail X 2731 de l’association à la casse de Culoz en septembre 2018.

- 2 remorques d'autorails unifiées (l'une des deux a été mise à la ferraille en juillet 2010)
- 1 autorail X 3989 (mis à la ferraille en juillet 2010)
- 1 locotracteur Y 6482 (revendu en 2009 à Ep Arkema, Jarrie)
- 1 wagon trémie
- 1 wagon plat
- 1 autorail Caravelle X4506
- 1 autorail RGP X2731 (mis à la ferraille à Culoz en 2018)
- 1 X2866 (reçu en 2008)
- 1 X2895 (idem)
- 2 XR 6000 (idem)

## Après le train touristique
En avril 2011, le "Schéma départemental (de l'Ardèche) en faveur du vélo" envisage la réalisation d'une voie verte entre Le Teil et Alba-la-Romaine. La portion entre Vogüé gare et Alba-la-Romaine est perçue comme un "chaînon manquant" d’itinéraire cyclable. En contradiction avec son propre projet de réouverture à l'horizon 2020 au trafic ferroviaire classique entre Le Teil et Vallon-Pont-d'Arc, la Région subventionne la transformation en voie verte.
En janvier 2016, la portion de voie encore existante entre Vogüé et Vogüé gare laisse la place à la voie verte des Gorges de l'Ardèche. Une autre portion de cette voie verte existe plus au sud, entre Pradons et Grospierres. Le "Schéma départemental (de l'Ardèche) en faveur du vélo" prévoit la continuité entre Vals-les-bains et Saint-Paul-le-Jeune.
A l'été 2016, une exploitation de vélo-rail a ouvert sur 5,5 km entre Saint-Jean-le-Centenier et Saint-Pons. À la suite du succès de ce dernier, un nouveau projet de train touristique est envisagé entre Saint-Jean-le-Centenier et l'auberge de Montfleury.